# Maya Delilah
Maya Delilah (* 5. Mai 2000 in London) ist eine britische Musikerin (Gesang, Gitarre, Komposition), die im Singer-Songwriter-Genre tätig ist.

## Leben und Wirken
Delilah, die in Hackney aufwuchs, begann mit acht Jahren mit dem Gitarrenspiel. Dann absolvierte sie die BRIT School.
2020 begann Delilah mit der Veröffentlichung ihrer Musik im Internet. Nachdem sie als Vorgruppe bei Blu DeTiger in Europa auftrat und auf britischen Festivals wie All Points East und Love Supreme spielte, tourte sie in den USA. Nach mehreren Singles und zwei EPs sowie ihrer Mitwirkung am Sampler Blue Notes Re:Imagined II (2022) veröffentlichte sie 2025 mit Gästen wie dem Organisten Cory Henry ihr Debütalbum The Long Way Round, das gute Kritiken erhielt.

## Diskographische Hinweise
- 2025 – The Long Way Round (Blue Note Records)
- 2020 – Oh Boy (EP)
- 2021 – It’s Not Me, It’s You (EP)